# Kobudō
 (février 2009).

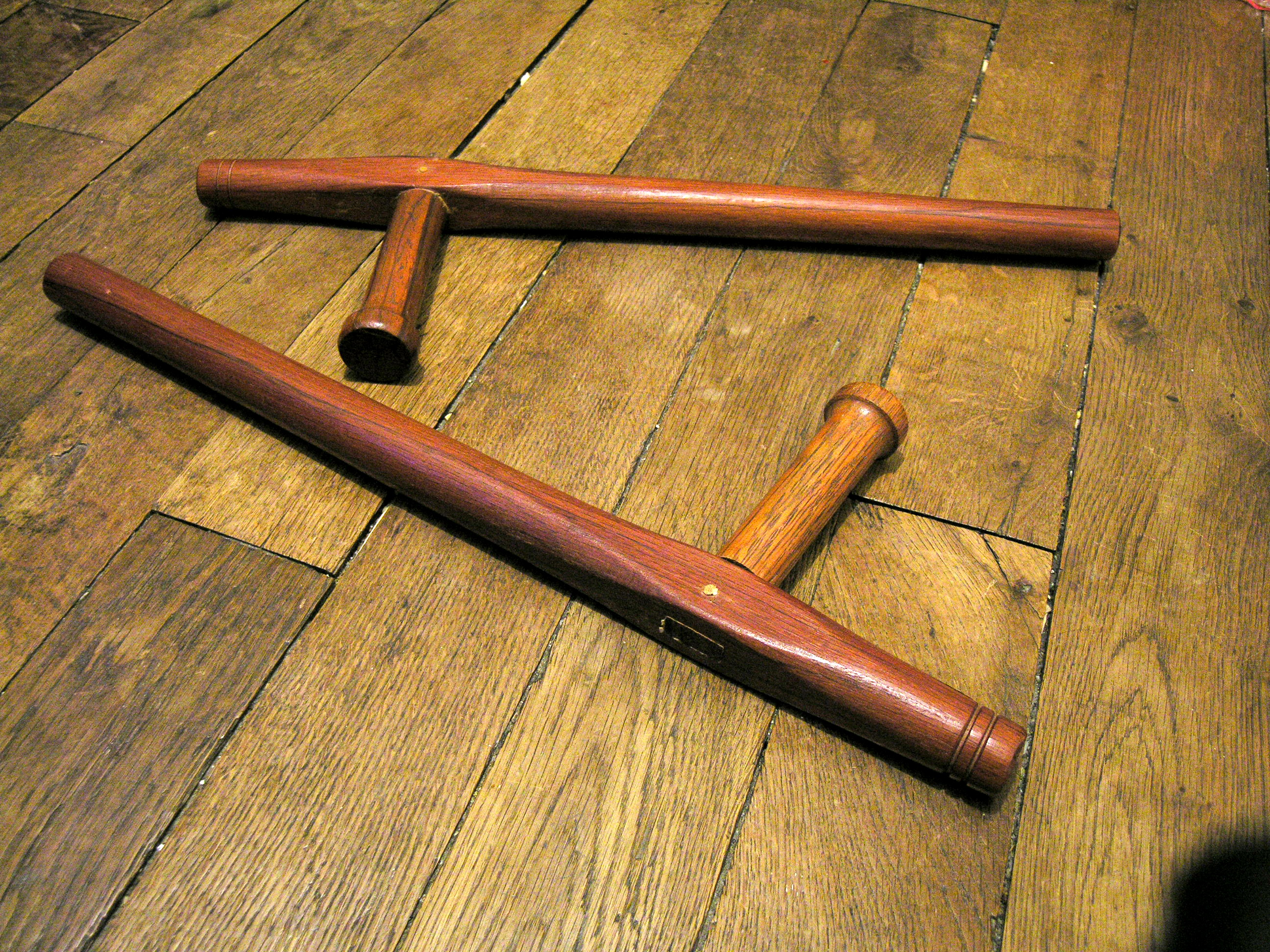
Paire de tonfa d'Okinawa.

Le terme kobudō (古武道) venant des trois caractères chinois ayant gardé le même sens en japonais ; ko (古) qui signifie « ancien », bu (武), « martial », et dō (道) « la voie ». L'acception moderne du terme recouvre toutes les pratiques d'armes associées aux arts martiaux japonais.

## Les différentskobudō
Deux courants principaux sont à distinguer ; d'abord, celui des arts martiaux pratiqués sur la plus grande île du Japon, Honshū ; ensuite, les arts martiaux issus de l'archipel d'Okinawa — et plus généralement des îles Ryū-Kyū et de l'archipel Nansei, à l'époque où le royaume de Ryūkyū n'était pas encore rattaché au Japon —, nommés au Japon Ryūkyū kobujutsu (琉球古武術 (りゅうきゅうこぶじゅつ), littéralement : « arts martiaux anciens de Ryūkyū »).
Un troisième courant bien distinct mais à la diffusion plus confidentielle a été transmis au sein de la famille royale d'Okinawa, le Motobu Ha.

### Lekobudōde Honshū
Sur l'île principale, Honshū, l'éducation martiale, dispensée au sein des koryus (écoles traditionnelles anciennes), comprenait l'étude du sabre, considéré comme noble, ainsi que d'armes complémentaires telles que la lance (yari), le bâton long (bō, environ 1,80 m), ou le bâton court (jō). Des koryus se spécialisèrent dans certaines armes exotiques telles que le kusarigama (la faucille-chaîne), par exemple. Cette éducation s'adressait à une « élite aisée ». On retrouve dans toutes ces koryus des déplacements typiques du maniement du sabre, ainsi que dans les arts qui y sont affiliés tels que l'aïkido ou le jujitsu.
On parle donc de kobudō pour désigner la pratique des armes de l'aïkido, ou celle des écoles de sabre pluridisciplinaires (telles que les Araki Ryu, Sekiguichi Ryu, Shinto Muso Ryu, Suiō Ryu, Katori Shintō Ryu et Yamate Ryu) ou encore des écoles de jujutsu qui intègrent des armes dans leurs curriculum (Hakko Ryu Jujutsu, 1941).
Les armes les plus courantes du kobudō de Honshū sont :
- le sabre long : katana,
- le sabre court : wakizashi,
- le sabre en bois : bokken,
- le couteau : tantō,
- le bâton long : bō (voir aussi bō-jutsu),
- le bâton moyen : jō (voir aussi jo-jutsu),
- la lance à lame droite : yari (généralement symétriques, à double tranchant),
- la lance à lame courbe : naginata,
- la grande lance à lame courbe : nagamaki.

### Leskobudōd'Okinawa
Dans les îles méridionales de l'archipel du Japon et notamment à Okinawa, plusieurs édits qui ont émané soit de la tutelle japonaise des Satsuma, soit directement du gouvernement de Shuri, ont interdit la possession et l'usage des armes tranchantes à la population. Ces édits à valeur commerciale, puisqu'ils ramenaient le royaume de Ryūkyū dans le giron isolationniste du Japon impérial, ont souvent été interprétés à tort comme un moyen d'éviter les rébellions.
Ce sont ces interdictions qui ont favorisé le développement poussé des techniques de combat à mains nues, le Tō-de devenu plus tard karaté, ainsi que l'utilisation, en tant qu'armes, des ustensiles de la vie quotidienne, les kobudō. De plus, le caractère subversif de la pratique l'a longtemps confiné au secret, ce qui, ajouté à la géographie parcellaire des îles et à la lenteur des voies de communication, explique qu'il n'existe pas un kobudō mais des kobudō, donc plusieurs façons de faire par arme, par île, par village, par expert.
Le kobudō a été développé et enrichi dans les classes sociales des fonctionnaires et officiels du gouvernement de Shuri (les shizoku), dont la provenance (Kume), l’éducation (les classiques chinois pour le concours de mandarin), et les séjours en Chine à l’École des mandarins, expliquent l'attrait pour la culture chinoise en général.
Cette fois-ci, la pratique n'est plus asservie à l'appartenance à une classe, mais au jeu complexe des relations humaines.
Les armes les plus courantes du kobudō d'Okinawa sont :
- Le bō, un long bâton de marche qui sert d'arme de base.
- Le sai, un trident de métal utilisé par paire.
- Le tonfa, une arme de bois qui s'utilise par paire et qui servait, à l'origine, à tourner les meules pour moudre les céréales.
- Le nunchaku, un fléau qui permettait de battre le grain. Une variante en forme de mors de cheval dispose de techniques spécifiques.
- L'eku, une rame utilisée par les pêcheurs, et dont la tradition se maintient dans les hāri[3], les festivités maritimes de courses de bateaux, héritées de la Chine du Sud via Taiwan.

Les armes secondaires parce que moins courantes, généralement pratiquées par les élèves les plus avancés, comprennent par exemple :
- Le kama, une faucille utilisée par paire qui sert à couper les tiges des céréales, comme le riz. Il en existe une variante où l'arme, retenue au poignet par une dragonne, est lâchée et récupérée en rotation, par paire toujours.
- Le sansetsukon, un fléau comme le nunchaku mais qui possède trois sections.
- Le suruchin, une longue corde lestée à chaque extrémité.
- Le kue, une houe paysanne utilisée pour travailler la terre.
- Le nunti, le harpon ou la gaffe du pêcheur.
- Le seiryuto et le timbe : il s'agit d'une machette et d'un bouclier souvent en carapace de tortue (plus solide).
- Le rochin, un épieu qui s'utilise, comme le seiryuto, avec le timbe.
- Les Tekkō, sorte de poing américain en forme d'étrier de cheval.

### Lekobudōdu Motobu Ha
Il existe enfin un troisième kobudō, au sein du Motobu Ha (le style de la famille Motobu), transmis par la famille royale d'Okinawa, qui a été influencé par les experts chinois et japonais lors des différentes occupations. Outre les armes du kobudō d'Okinawa, il intègre des armes tranchantes d'origine chinoise.

## De nos jours
Au XXe siècle, le kobudō dépérissait avec la perte d'intérêt croissante du public japonais pour une activité perçue comme anachronique. La pratique des armes perdurait comme pratique complémentaire du karaté, souvent introduite tardivement et à la diffusion locale, tandis que certains experts préservaient une pratique à la diffusion familiale et à huis clos, et que d'autres experts enfin, moins chanceux peut-être en enseignement, maintenaient seul, leur pratique. Dans ce classement à 3 niveaux, qui s'applique aussi d'ailleurs à la pratique du karate à Okinawa, le grand public n'a souvent accès qu'aux dojos établis du premier niveau, et ignore tout des seconds et 3e niveaux. On comprend donc la révolution que représente l'ouverture au public d'un style familial, souvent connu de réputation mais protégé par les liens familiaux. Ce fut le cas pour l'ouverture du style ryūei ryū par la famille Nakaima (qui comprend karate et kobudō). Ce fut le cas aussi pour la famille Matayoshi (également en karate et en kobudō).
De ce tableau, deux figures se détachent distinctement, qui contribuèrent plus particulièrement à raviver l'attrait et la diffusion du kobudō, principalement à l'étranger, en construisant chacun leur système de katas et de progression : Shinko Matayoshi (1888-1947) dans son « kingai ryū tode kobu-jutsu » et Shinken Taira (1897-1970) dans son « Ryūkyū Kobu-jutsu ».
Ce dernier démarcha les experts des trois catégories, y compris la famille Matayoshi, pour réunir les fragments d'enseignement épars dans l'archipel, et établir son Conservatoire. À noter que Gichin Funakoshi avait fait de même en karaté, à la différence près qu'il était recommandé par ses deux maîtres auprès des experts, ce qui est de nature à changer sensiblement la qualité des échanges.
Il est entendu que de nos jours, cinq grandes familles de kobudo perdurent :
- Le Motobu Ha de la famille royale d'Okinawa,
- Le courant Okinawa kobudō (dénomination alternative au « kingai ryū tode kobu-jutsu » de Shinko Matayoshi),
- Le courant Ryūkyū kobu-jutsu (Taira Shinken),
- Le courant Uhugusuku kobudō (Kina Shosei, Kiichi Nakamoto),
- Le courant Yamane ryū (Chinen Sanda, existe essentiellement à l'étranger).

Le kobudō étant faiblement organisé en style, ces courants se mélangent au gré des rencontres, et existent en différentes proportions dans les écoles de karaté d'Okinawa. Par exemple, le Shōrinkan Shōrin ryū de Nakazato Shūgorō maintient ainsi deux katas de Yamane ryū, et plusieurs katas de la famille Nakaima.